# Katona László (fizikus)
Katona László (Berhomet pe Siret, Románia, 1939. február 3. –) magyar fizikus, fizikai szakíró.

## Életútja
Középiskolát a szatmári 3. számú Magyar Líceumban végzett (1955), a Babeș–Bolyai Tudományegyetem fizikai fakultásán szerzett oklevelet (1964). Előbb a Vajdahunyadi Kohászati Kombinát laboratóriumában fizikus, majd 1968-tól a bukaresti Termoenergetikai Berendezések Kutató- és Tervező Intézetének (ICPET) munkatársa, 1971-től főkutató.
Kutatásainak tárgyköre: automata spektrálanalízis, időben felbontott spektroszkópia, magnetohidrodinamikai direkt energiaátalakítás (MHD).
Hazai és külföldi szaktanulmányaiban a plazmafizika és a MHD-generátorok kérdéseiről értekezett. Számos nemzetközi MHD-konferencián vett részt, a KGST–MHD szimpozionok résztvevője. 1970-ben a műszaki tudományokra alapított akadémiai Aurel Vlaicu-díjjal tüntették ki, 1971-ben a Lengyel Tudományos Akadémia meghívottja. A magnetohidrodinamikai elektromos energiatermelés lényegét a TETT 1977/4. számában ismertette (Ipari megoldás előtt: közvetlen energiaátalakítás).